# Sylwester (biskup praski)
Sylwester, OSB (zm. 10 lutego 1161) – mnich, duchowny katolicki, biskup elekt praski w latach 1139–1140.

## Życiorys
Sylwester był opatem klasztoru benedyktyńskiego w Sázavie. Na prośbę księcia Sobiesława I został wybrany przez kapitułę katedralną po śmierci Jana I, biskupem praskim.
Po śmierci tego władcy 14 lutego 1140 Sylwester zrzekł się urzędu ordynariusza, nie otrzymując święceń biskupich. Spowodowane to było niepokojami politycznymi. Następne lata życia spędził w klasztorze w Sazavie, gdzie zmarł w 1161 r.